# Carex albursina
Carex albursina là một loài thực vật có hoa trong họ Cói. Loài này được E.Sheld. mô tả khoa học đầu tiên năm 1893.